# Stadionul Farul
Het Stadionul Farul is een multifunctioneel stadion in de Roemeense havenstad Constanța. Het is de thuishaven van de voetbalclub FC Farul Constanța. Verder wordt het stadion gebruikt voor atletiekwedstrijden en concerten. Het stadion werd geopend in 1955 en biedt plaats aan 15.520 toeschouwers.
Eerdere namen waren 1 mei-stadion en Gheorghe Hagistadion (vernoemd naar de ex-voetballer Gheorghe Hagi).

## Interlands
Het stadion werd, naast stadions in andere Roemeense steden, wel eens gebruikt voor thuiswedstrijden van het Roemeens voetbalelftal. Zo trad het Nederlands voetbalelftal op 13 oktober 2007 aan tegen Roemenië in het kader van de kwalificatie voor het Europees kampioenschap voetbal van 2008. In eerste instantie stond de wedstrijd gepland in het Ghenceastadion in Boekarest, maar de Roemeense bond wilde het Nederlands elftal een zo zwaar mogelijke uitwedstrijd bezorgen en verplaatste het duel daarom naar het minder luxe stadion in Constanța.
| Voetbalinterlands    | Voetbalinterlands | Voetbalinterlands      | Voetbalinterlands | Voetbalinterlands    | Voetbalinterlands | Voetbalinterlands | Voetbalinterlands |
| №                    | Datum             | Wedstrijd              | Uitslag           | Competitie           | Toeschouwers      |                   |                   |
| 1 mei-stadion        | 1 mei-stadion     | 1 mei-stadion          | 1 mei-stadion     | 1 mei-stadion        | 1 mei-stadion     | 1 mei-stadion     | 1 mei-stadion     |
| -------------------- | ----------------- | ---------------------- | ----------------- | -------------------- | ----------------- | ----------------- | ----------------- |
| 1                    | 23 juli 1974      | Roemenië – Japan       | 4 – 1             | Vriendschappelijk    | 8.000             |                   |                   |
| 2                    | 20 september 1988 | Roemenië – Albanië     | 3 – 0             | Vriendschappelijk    | 4.000             |                   |                   |
| Gheorghe Hagistadion |                   |                        |                   |                      |                   |                   |                   |
| 3                    | 26 april 2000     | Roemenië – Cyprus      | 2 – 0             | Vriendschappelijk    | 20.000            |                   |                   |
| 4                    | 27 maart 2002     | Roemenië – Oekraïne    | 4 – 1             | Vriendschappelijk    | 7.000             |                   |                   |
| 5                    | 21 augustus 2002  | Roemenië – Griekenland | 0 – 1             | Vriendschappelijk    | 15.000            |                   |                   |
| 6                    | 8 juni 2005       | Roemenië – Armenië     | 3 – 0             | WK 2006 kwalificatie | 5.146             |                   |                   |
| 7                    | 17 augustus 2005  | Roemenië – Andorra     | 2 – 0             | WK 2006 kwalificatie | 12.000            |                   |                   |
| 8                    | 3 september 2005  | Roemenië – Tsjechië    | 2 – 0             | WK 2006 kwalificatie | 16.000            |                   |                   |
| Stadionul Farul      |                   |                        |                   |                      |                   |                   |                   |
| 9                    | 16 augustus 2006  | Roemenië – Cyprus      | 2 – 0             | Vriendschappelijk    | 10.000            |                   |                   |
| 10                   | 2 september 2006  | Roemenië – Bulgarije   | 2 – 2             | EK 2008 kwalificatie | 15.000            |                   |                   |
| 11                   | 13 oktober 2007   | Roemenië – Nederland   | 1 – 0             | EK 2008 kwalificatie | 12.595            |                   |                   |
| 12                   | 11 oktober 2008   | Roemenië – Frankrijk   | 2 – 2             | WK 2010 kwalificatie | 12.800            |                   |                   |
| 13                   | 28 maart 2009     | Roemenië – Servië      | 2 – 3             | WK 2010 kwalificatie | 12.000            |                   |                   |